# Мар'яненко Іван Олександрович
Іва́н Олекса́ндрович Мар'я́ненко (справжнє прізвище — Петлішенко; нар. 28 травня (9 червня) 1878, хутір Сочеванов, поблизу с. Мар'янівки — пом. 4 листопада 1962, Харків) — український актор, режисер, педагог. Народний артист СРСР (1944).Народний артист Української РСР (1940). Лауреат Сталінської премії (1947).

## Життєпис

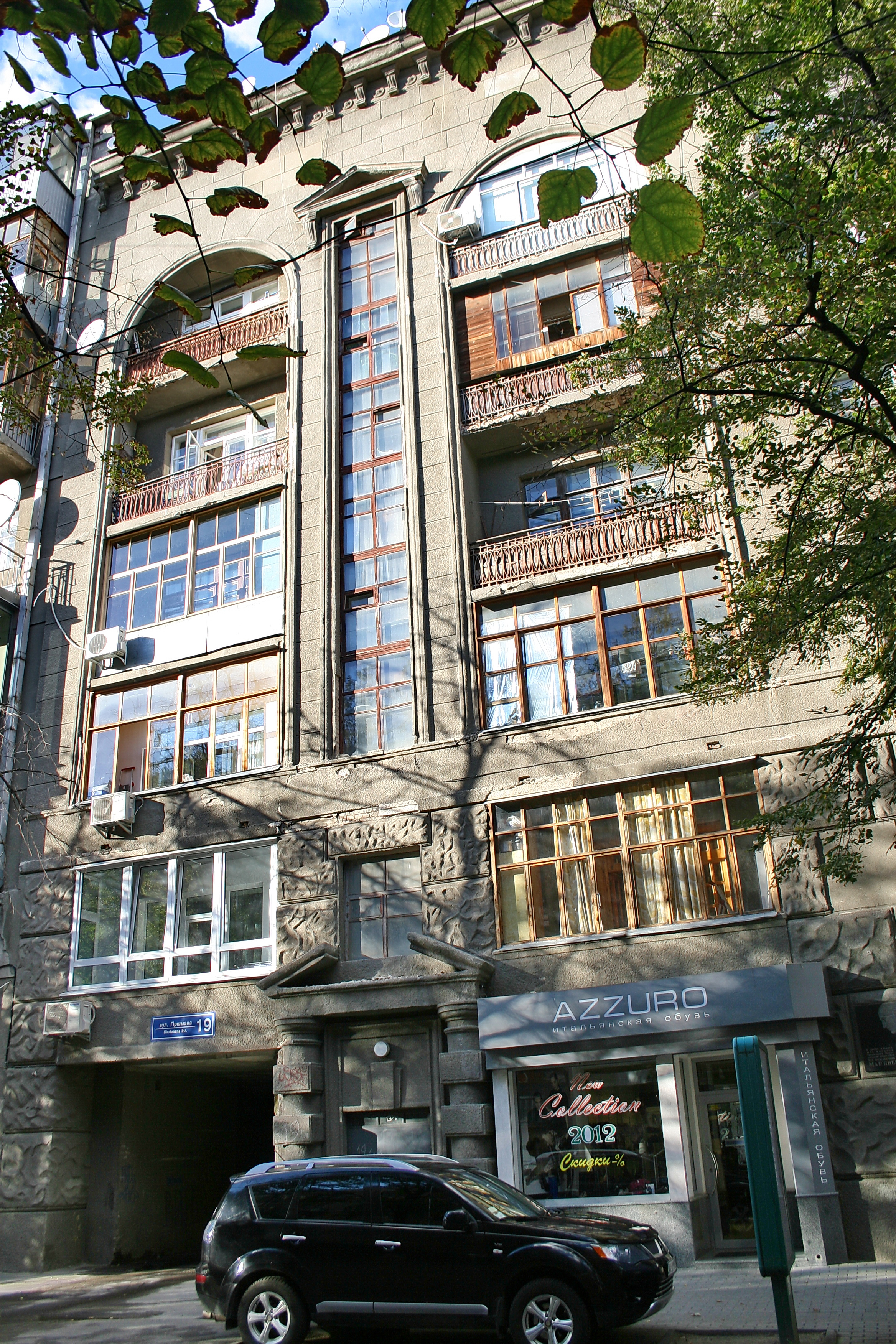
Будинок у Харкові де жив Іван Мар'яненко

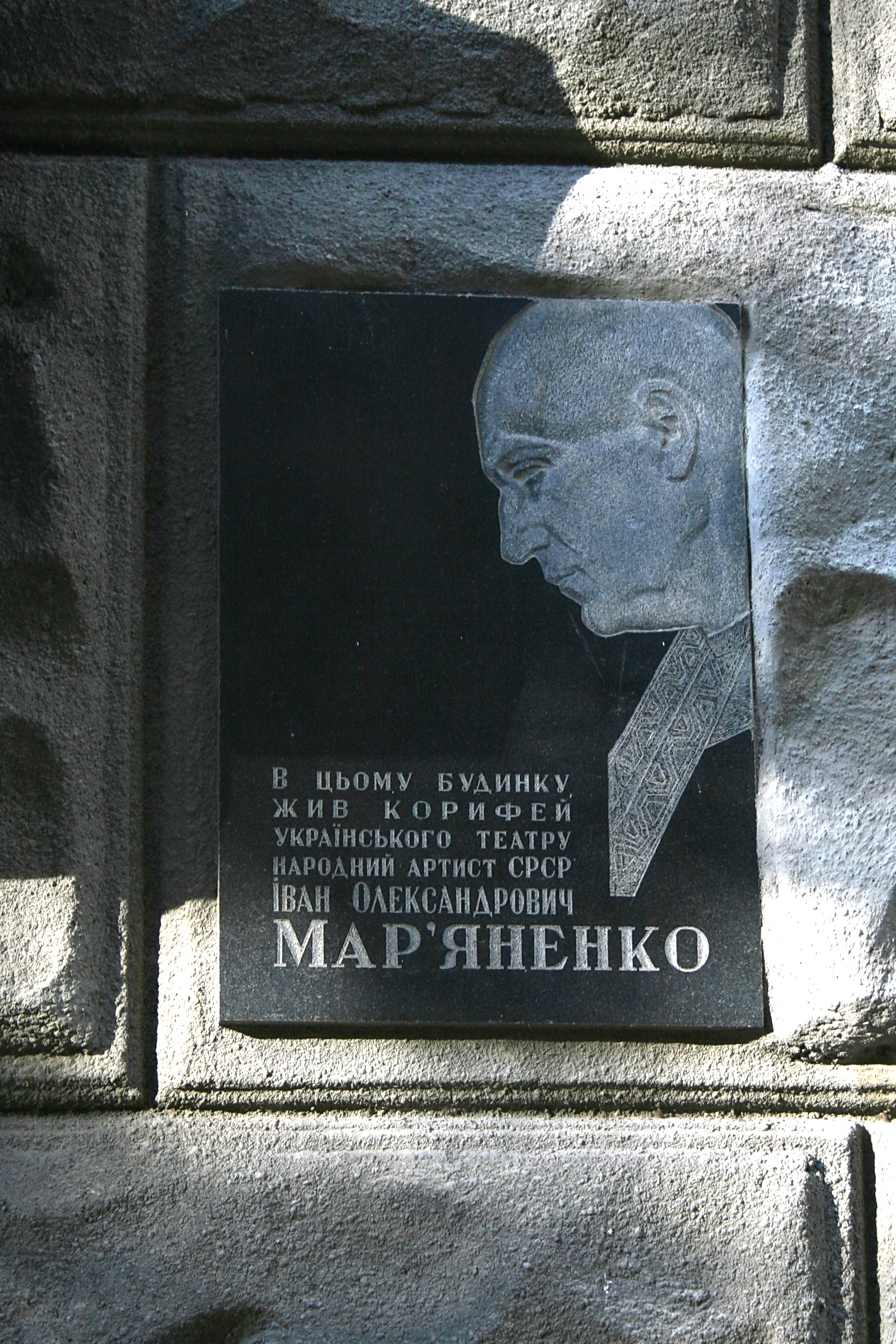
Меморіальна дошка у Харкові на будинку, в якому жив Іван Мар'яненко

Сценічну діяльність почав 1895 року в Києві в трупі свого дядька — М. Кропивницького, де працював до 1898 року. Грав у трупах О. Суслова (1899—1906), Ф. Волика (1903—1904), театрі Миколи Садовського (1906—1914).
Від 1915 очолював Товариство українських акторів, 1917 р.— директор і режисер Національного зразкового театру, 1918 р. — актор Державного драматичного театру; 1919—1923 рр. — комісар Першого театру Української Радянської Республіки ім. Шевченка (всі — у Києві).
У його труппі брав участь у 1918 році отаман Роман Самокиш
У 1923 р. вступив до мистецького об'єднання «Березіль» (з 1926 р. — у Харкові, з 1935 р. — Харківський український драматичний театр імені Тараса Шевченка), де працював до 1958 р.

## Родинні зв'язки
Його батько — Олександр Лукич Петлішенко — рідний брат М. Л. Кропивницького, молодший його років на вісім. Він мав прізвище своєї матері Петлішенко.
Рідний брат Івана — Петлішенко Марко Олександрович. Двоюрідний брат — Сочеванов Микола Іванович, син Ганни Луківни Кропивницької.
Чоловік української співачки Полянської-Карпенко Ольги Петрівни.

## Викладацька кар'єра
Викладав (з перервами) у Київській музично-драматичній школі М. В. Лисенка та Музично-драматичному інституті ім. М. В. Лисенка (1907—1926), у Харківському музично-драматичному інституті (1944—1961).
З 1946 року — професор. Серед учнів:
- народні артисти СРСР Василь Василько, Іван Козловський, Борис Романицький, Наталія Ужвій;
- народні артисти України Іван Кравцов, Елеонора Климчук, Всеволод Чайкін

## Творчість
Твори: Автор книг «Минуле українського театру» (1953), «Сцена, актори, ролі» (1964).
Вистави: «Блакитна троянда» Лесі Українки, «Казка старого млина» С. Черкасенка (обидві — 1915), «Оборона Буші» М. Старицького (1917) та ін.
Ролі (понад 300): Хома Кичатий («Назар Стодоля» Шевченка), Гонта («Гайдамаки» за Шевченком), Омелько («Мартин Боруля» Карпенка-Карого), Дон Жуан («Камінний господар» Лесі Українки), Ярослав («Ярослав Мудрий» Кочерги), Жадов («Тепленьке місце» О. Островського), Тартюф («Тартюф» Мольєра).
Знімався у фільмах «Злива» (1929), «Фата моргана» (1931), «Коліївщина» (1933), «Прометей» (1936).